# Pärlemormoln
| |
| Arktiskt pärlemormoln |
| Pärlemormoln av typ 2 (vatten) |
| Pärlemormoln eller polarstratosfäriska moln skiner i regnbågsskimrande färger. Den nedre bilden visar ett pärlemormoln av typ 2 som innehåller vatten. Bilder: NASA. (PD) & Didrik Lord Överst: Didrik Lord Mitten: Ross Salawitch. Nederst: Mark Schoeberl, GSFC, februari 2003, Island. |

Pärlemormoln eller polarstratosfäriskt moln (PSC, av engelska: polar stratospheric cloud) är moln som bildas i stratosfären i polartrakterna på en höjd av 15 000–25 000 meter över havet då vatten, salpetersyra och svavelsyra fryser vid mycket låga temperaturer. De har en aktiv roll i bildandet av ozonhål över Antarktis som alla reaktanter i atmosfären har. 
Moln av typ PSC I är speciellt aggressiva för polär ozonnedbrytning då de innehåller vatten, salpetersyra och/eller svavelsyra. Effekterna på ozonnedbrytning uppstår eftersom de stöder kemiska reaktioner som producerar aktivt klor som katalyserar ozonförstöring, och även för att detta stör kväve- och klorcyklerna på ett sätt som ökar ozonnedbrytningen.
Dock finns en till, naturlig, orsak till ozonhål, då områdena kring Nordpolen och Sydpolen omväxlande med årstiderna inte nås av ultraviolett ljus som krävs för bildande av ozon i stratosfären och troposfären.

## Bildning
Stratosfären är mycket torr och moln liknande de i troposfären bildas därför sällan på så hög höjd. Undantag utgör dock de extremt kalla vintrarna kring Norra ishavet och, i ännu högre grad, i Antarktis då temperaturen kan sjunka ned under -80°C. När dessa moln bildas där gör jordens krökning i kombination med molnens höga höjd att de träffas av solljus före gryning och efter skymning. Molnen reflekterar solljuset ned till marken där de upplevs som fluorescenta.

## Klassifikation
Pärlemormoln klassificeras efter fysiskt tillstånd och kemisk sammansättning.
- PSC typ I - innehåller salpetersyra och/eller svavelsyra samt vatten, och förekommer vid båda polartrakterna.
  - PSC typ Ia - består av iskristaller som bildats av salpetersyra och vatten.
  - PSC typ Ib - består av små vattendroppar som dessutom kan innehålla svavelsyra.
- PSC typ II - består uteslutande av vatten.

Klimatfaktorer gör att temperaturen i den nedre stratosfären i Antarktis kan sjunka under -88°C vilket förklara varför PSC typ II enbart förekommer där.